# Bulbophyllum pleiopterum
Bulbophyllum pleiopterum är en orkidéart som beskrevs av Rudolf Schlechter. Bulbophyllum pleiopterum ingår i släktet Bulbophyllum och familjen orkidéer. Inga underarter finns listade i Catalogue of Life.